# Chaumont Volley-Ball 52
Chaumont Volley-Ball 52 ist ein französischer Volleyballverein aus Chaumont, dessen erste Männermannschaft in der höchsten nationalen Liga und im Europapokal spielt.

## Geschichte

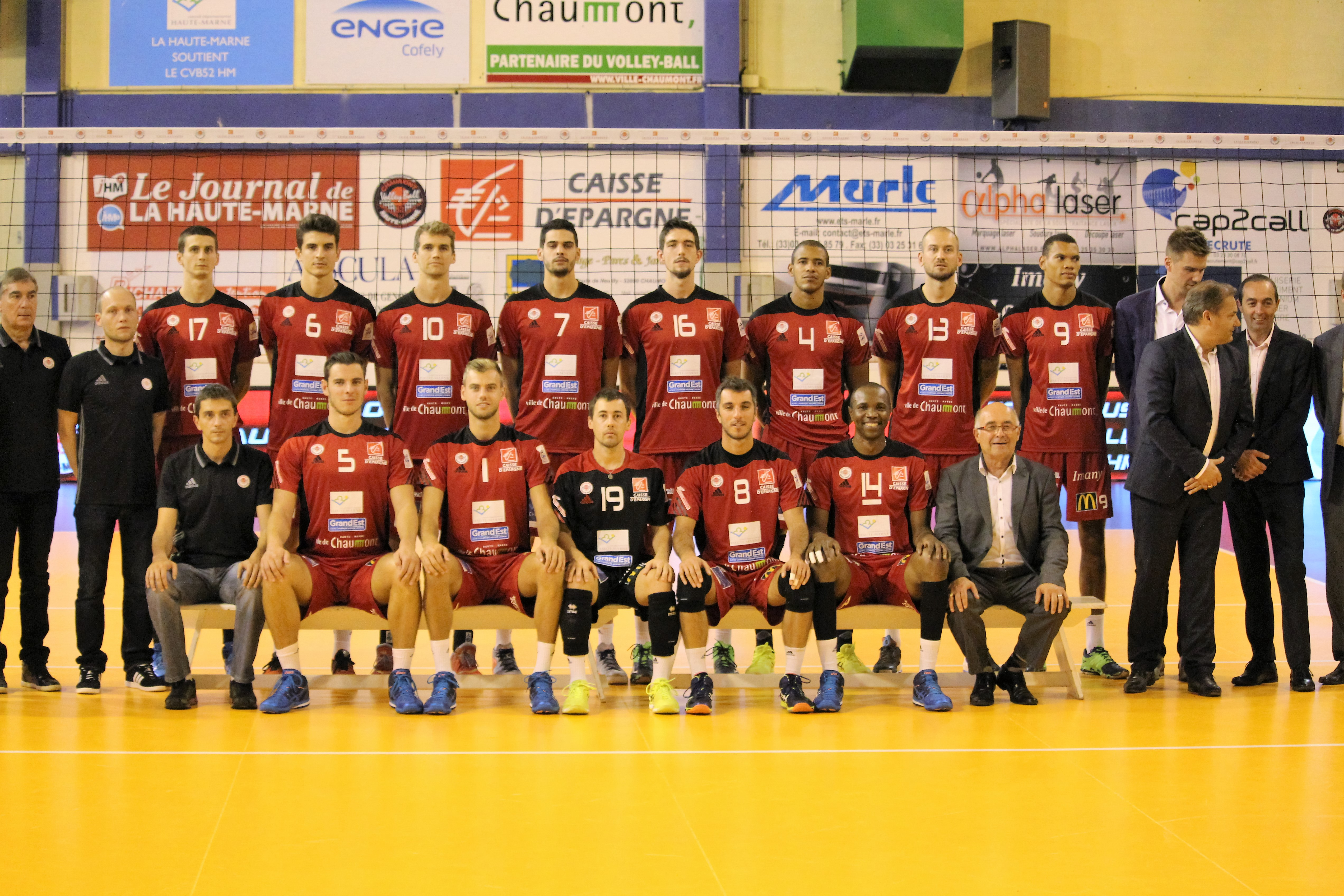
Mannschaft der Saison 2016/17

1963 gründete Robert Jeanmougin eine Volleyballabteilung beim ASPTT Chaumont. 1996 entstand nach dem Aufstieg in die zweite französische Liga (Pro B) der Verein Chaumont Volley-Ball 52 Haute-Marne. Zu Beginn der 2000er Jahre wurde die Nachwuchsförderung verstärkt. In der Saison 2004/05 spielte Chaumont in den Playoffs um den Aufstieg in die erste Liga Pro A, unterlag aber im letzten Spiel gegen Narbonne. In den folgenden Jahren belegte die Mannschaft hingegen nur Plätze im Mittelfeld der Tabelle. Mit einem entscheidenden Sieg gegen Saint-Nazaire gelang Chaumont im Mai 2012 der Aufstieg in die Pro A. In der Saison 2016/17 spielte die Mannschaft im Challenge Cup. Mit Siegen gegen RSR Walfer, Benfica Lissabon, Spartak Myjava und Ziraat Bankası Ankara erreichte sie das Endspiel, in dem sie sich dem russischen Verein Fakel Nowy Urengoi geschlagen geben musste. In der heimischen Liga erreichte die Mannschaft als Erster der Hauptrunde die Playoffs und setzte sich gegen Stade Poitevin Volley-Ball und Gazélec FC Ajaccio ohne Niederlage durch. Durch einen 3:0-Sieg im Finale gegen Spacer’s Toulouse wurde sie schließlich erstmals französischer Meister. Damit qualifizierte sich Chaumont für die Champions League 2017/18. Dort spielen die Franzosen in der Gruppenphase gegen Skra Bełchatów, VK Dynamo Moskau und VK Lokomotiv Nowosibirsk.